# Colom de corona blanca
El colom de corona blanca (Patagioenas leucocephala) és una espècie d'ocell de la família dels colúmbids (Columbidae) que habita els boscos de les costes i illes del sud de Florida, Bahames, Antilles i altres illes del Carib occidental, costes del carib de Belize, Península del Yucatán i Panamà.